# Acrodontiella fallopiae
Acrodontiella fallopiae är en svampart som beskrevs av U. Braun & Scheuer 1995. Acrodontiella fallopiae ingår i släktet Acrodontiella, divisionen sporsäcksvampar och riket svampar.   Inga underarter finns listade i Catalogue of Life.